# Barbara Ahrens
Barbara Ahrens  (* 23. Juni 1969 in Uslar) ist eine deutsche Sprach- und Dolmetschwissenschaftlerin. Sie lehrt als Professorin für Theorie und Praxis des Dolmetschens Spanisch am Institut für Translation und Mehrsprachige Kommunikation (ITMK) der Fakultät für Informations- und Kommunikationswissenschaften der Technischen Hochschule Köln.

## Leben
Barbara Ahrens wurde 1969 geboren. Seit ihrem Studienabschluss als Diplom-Dolmetscherin mit Spanisch und Englisch am Institut für Übersetzen und Dolmetschen (IÜD) der Universität Heidelberg ist Barbara Ahrens als freiberufliche Konferenzdolmetscherin und Übersetzerin tätig. Von 1996 bis 2002 war sie Lehrbeauftragte für Notizentechnik am IÜD der Universität Heidelberg. 1998 nahm sie am „Programme d'Insertion des Jeunes Interprètes“ der Generaldirektion Dolmetschen der Europäischen Kommission (SCIC) in Brüssel teil. Von 2002 bis 2003 arbeitete Barbara Ahrens als wissenschaftliche Mitarbeiterin des Fachbereichs Angewandte Sprach- und Kommunikationswissenschaft (FASK) der Universität Mainz in Germersheim, wo sie 2003 im Fach „Allgemeine Translationswissenschaft“ mit einer Dissertation zum Thema Prosodie beim Simultandolmetschen promovierte. Anschließend (2003–2006) wurde sie zur Juniorprofessorin für Translationswissenschaft unter besonderer Berücksichtigung kognitiver Aspekte am FASK berufen. Seit 2006 ist Barbara Ahrens Professorin für das Lehrgebiet Theorie und Praxis des Dolmetschens Spanisch am ITMK der Technischen Hochschule Köln und wurde im darauf folgenden Jahr zur Leiterin des Masterstudiengangs Konferenzdolmetschen ernannt. Neben ihrer freiberuflichen Tätigkeit hält Barbara Ahrens zahlreiche Lehrveranstaltungen, Vorträge und Fortbildungen zu Notizentechnik im In- und Ausland. Darüber hinaus vertritt sie die Technische Hochschule Köln bei der CIUTI.

## Forschungsschwerpunkte
- Dolmetschwissenschaft
- Konsekutivdolmetschen
- Notizentechnik
- kognitive Prozesse beim Dolmetschen
- Stimme und Prosodie beim Dolmetschen

## Mitgliedschaften
- European Society for Translation Studies (EST)
- Association Internationale des Interprètes de Conférence (AIIC)
- Research Committee der AIIC
- Verband der Konferenzdolmetscher e.V. (VKD)
- Deutscher Hochschulverband (DHV)

## Publikationen (Auswahl)

### Monographien
- Prosodie beim Simultandolmetschen. [Publikationen des Fachbereichs Angewandte Sprach- und Kulturwissenschaft der Johannes Gutenberg-Universität Mainz in  Germersheim, Reihe A – Abhandlungen und Sammelbände 41]. Peter Lang: Frankfurt/M. 2004. ISBN 3-631-52220-7.

### Aufsätze
- „Quid iuris? – The status quo of legal interpreting in Germany“. In: Viezzi, Maurizio; Falbo, Catharina (eds.): Proceedings of the 2013 Triest Conference on Legal Interpreting: Traduzione e interpretazione per la società e le istituzioni. SSLMIT: Trieste 2014. 115-129. ISBN 978-88-8303-562-3.
- „Prosodie als Gegenstand dolmetschwissenschaftlicher Forschung: Eine szientometrische Momentaufnahme“. In: Arnold, Melanie; Hansen-Schirra, Silvia; Pörner, Michael (Hrsg.): Streifzüge durch die Welt der Sprachen und Kulturen. Festschrift für Dieter Huber zum 65. Geburtstag. [Publikationen des Fachbereichs Translations-, Sprach- und Kulturwissenschaft der Johannes Gutenberg-Universität Mainz in Germersheim, Reihe A – Abhandlungen und Sammelbände 64]. Peter Lang: Frankfurt/M. 2013. 169-184. ISBN 978-3-631-64288-7.
- Zusammen mit Sylvia Kalina: „Blackbox versus Humandolmetschen – Erwartungen an Dolmetschleistungen“. In: Baur, Wolfram; Eichner, Brigitte; Kalina, Sylvia; Mayer, Felix (Hrsg.): Übersetzen in die Zukunft. Dolmetscher und Übersetzer. Experten für internationale Fachkommunikation. Tagungsband der 2. Internationalen Konferenz des Bundesverbandes der Dolmetscher und Übersetzer e.V. (BDÜ), Berlin, 28.-30. September 2012. BDÜ Fachverlag: Berlin 2012. 439-448. ISBN 978-3-938430-44-6.
- „Interpreting Techniques and Modes“. In: Chapelle, Carol A. (ed.): Encyclopedia of Applied Linguistics. Wiley-Blackwell: Hoboken, NJ 2012. ISBN  978-1-405-19843-1.
- „'Mis primeras palabras en esta Nochebuena me salen del corazón para expresar mi afecto...' – Emotionen beim Dolmetschen“. In: Torrent-Lenzen, Aina; Uria, Lucia; Eberwein, Petra (Hrsg.): Kontrastive Emotionsforschung Spanisch-Deutsch. Shaker: Aachen 2012. 7-20. ISBN 978-3-8440-1206-4.

### Herausgeberschaften
- Barbara Ahrens, Silvia Hansen-Schirra, Monika Krein-Kühle, Michael Schreiber, Ursula Wienen: Translationswissenschaftliches Kolloquium 3 – Beiträge zur Übersetzungs- und Dolmetschwissenschaft (Köln/Germersheim). [Publikationen des Fachbereichs Translations-, Sprach- und Kulturwissenschaft der Johannes Gutenberg-Universität Mainz in Germersheim, Reihe A – Abhandlungen und Sammelbände 65]. Peter Lang, Frankfurt 2014 ISBN 978-3-631-63413-4
- Barbara Ahrens, Michael Albl-Mikasa, Claudi Sasse: Dolmetschqualität in Praxis, Lehre und Forschung: Festschrift für Sylvia Kalina. Narr: Tübingen 2012 ISBN 978-3-8233-6745-1
- Ahrens, Barbara; Hansen-Schirra, Silvia; Krein-Kühle, Monika; Schreiber, Michael; Wienen, Ursula: Translationswissenschaftliches Kolloquium 2 – Beiträge zur Übersetzungs- und Dolmetschwissenschaft (Köln/Germersheim). [Publikationen des Fachbereichs Translations-, Sprach- und Kulturwissenschaft der Johannes Gutenberg-Universität Mainz in Germersheim, Reihe A – Abhandlungen und Sammelbände 60]. Peter Lang, Frankfurt 2012 ISBN 978-3-653-02501-9
- Ahrens, Barbara; Lothar Cerný, Lothar; Krein-Kühle, Monika; Schreiber, Michael: Translationswissenschaftliches Kolloquium 1 – Beiträge zur Übersetzungs- und Dolmetschwissenschaft (Köln/Germersheim). [Publikationen des Fachbereichs Angewandte Sprach- und Kulturwissenschaft der Johannes Gutenberg-Universität Mainz in Germersheim, Reihe A – Abhandlungen und Sammelbände 50]. Peter Lang, Frankfurt 2009 ISBN 978-3-631-58599-3